# La Révolution française (film)
Pour les articles homonymes, voir La Révolution française.
Pour plus de détails, voir Fiche technique et Distribution.
La Révolution française est un film historique franco-italo-germano-canadien en deux parties, Les Années lumière de Robert Enrico et Les Années terribles de Richard T. Heffron, sorti en 1989.
Réalisé avec un budget de 300 millions de francs pour accompagner les célébrations du bicentenaire de la Révolution, le film fut un échec commercial.
Film de près de six heures, La Révolution française regroupe dans sa première partie Les Années lumière les événements de 1789 jusqu'à l'assaut des Tuileries le 10 août 1792, puis dans sa seconde partie Les Années terribles les évenements de l'emprisonnement du roi Louis XVI avec sa famille au Temple jusqu'à la fin de la Terreur, avec l'exécution de Robespierre.
Le conseiller historique du film est Jean Tulard, historien spécialiste de la période révolutionnaire. Le film existe aussi en version plus longue, montée pour la télévision.

## Synopsis
Les événements relatés dans les deux parties de La Révolution française sont nombreux. Les producteurs ont voulu relever le défi inédit de couvrir l’ensemble de la période révolutionnaire et donc tous ses principaux événements (ce qui en fait d'ailleurs un film pédagogique malgré son parti pris clairement dantoniste).
Le film commence en mai 1789, et se termine sur l’exécution de Robespierre, Saint-Just et Couthon en 1794 (et ce, même si la Révolution française s'étend en principe jusqu'en 1799, année du coup d'État du 18 Brumaire par Bonaparte).

### Les Années lumière
La première partie du film retrace les événements suivants :
- La réunion des États généraux du 5 mai 1789
- Le serment du Jeu de Paume et l'instauration de l'Assemblée constituante.
- La séance royale du 23 juin 1789.
- Les émeutes des 12 et 13 juillet 1789.
- La prise de la Bastille le 14 juillet 1789.
- L'instauration de la Commune de Paris.
- La nuit du 4 août 1789 (abolition des privilèges).
- La déclaration des droits de l'homme et du citoyen du 26 août 1789.
- Les journées des 5 et 6 octobre 1789 (marche sur Versailles).
- La fête de la Fédération (14 juillet 1790).
- La mutinerie de la garnison de Nancy (août 1790)
- La fuite de Varennes (20-21 juin 1791).
- La fusillade du Champ-de-Mars.
- L'instauration de l'Assemblée nationale législative.
- Le débat sur la guerre entre Brissot et Robespierre puis la déclaration de guerre à l'empereur d'Autriche (20 avril 1792).
- La journée du 20 juin 1792.
- L'instauration de la Commune insurrectionnelle de Paris (1792).
- La journée du 10 août 1792 (prise des Tuileries).

### Les Années terribles
La seconde partie du film retrace les événements suivants :
- L'enfermement de la famille royale au Temple.
- Les massacres de Septembre et l'instauration de la Terreur.
- La bataille de Valmy.
- L'instauration de la Ire République et de la Convention nationale.
- Le procès de Louis XVI et son exécution.
- L'instauration du tribunal révolutionnaire et du Comité de salut public.
- Les affrontements entre les Montagnards et les Girondins qui aboutissent aux journées du 31 mai et du 2 juin 1793.
- L'assassinat de Marat.
- Le procès de Marie-Antoinette et son exécution.
- La Grande Terreur.
- Le procès des Hébertistes.
- Le procès des Dantonistes.
- La fête de l’Être suprême
- La chute de Robespierre.
- L’exécution de Robespierre.

## Musique

### Hymne à la Liberté
Hymne à la Liberté, paroles et musique de Georges Delerue
Dans le film, il est chanté par Jessye Norman.
Toi, Liberté, Liberté que nous aimons,
Toi, Liberté, Liberté que nous voulons,
Sois notre espoir et notre force,
Sois notre joie, notre bonheur!
Nous pourrons chanter chaque jour plus haut,
Chanter chaque jour plus loin,
Chanter joyeusement cet hymne de foi:
Liberté, Liberté, je crois en Toi,
Liberté, Liberté, sois notre Loi!
Ô Toi qui peux donner l'espoir,
Ô Toi qui peux sonner la joie,
Ô Liberté, Liberté que nous aimons,
Sois toujours plus près de nous,
Sois toujours plus près des cœurs!
Loin de nous l'esclavage,
Loin de nous les prisons!
Plus jamais de privilèges!
Loin de nous famines et massacres,
Loin de nous le temps des tyrannies!
Nous chanterons toujours ton nom, Liberté.
Nous croyons en Toi.

## Fiche technique
- Titre : La Révolution française
- Réalisation : Robert Enrico et Richard T. Heffron, assistés de Clément Delage, Marc Jeny, Renaud Alcalde et Frédéric Auburtin
- Scénario : David Ambrose, Daniel Boulanger, Robert Enrico, Richard T. Heffron et Fred A. Wyler
- Photographie : François Catonné et Bernard Zitzermann
- Montage : Anne Baronnet
- Musique : Georges Delerue
- Décors : Jean-Claude Gallouin
- Son : Bernard Le Roux, Jean-Charles Ruault et Claude Villard
- Effets spéciaux : Georges Démétrau et Émilio Ruiz del Rio
- Production : Alexandre Mnouchkine
- Société de production : Les Films Ariane
- Budget : 300 millions de francs français[2] (environ 84 millions d'euros en 2024[3])
- Durée : 334 minutes
- Pays d'origine :  France,  Italie,  Allemagne de l'Ouest,  Canada,  Royaume-Uni
- Langues originales : français et anglais
- Format : couleur - 35mm - 1,66:1 - Mono
- Lieu de tournage : Studios de Joinville, Tarascon (prise de la Bastille), Bordeaux (quartier des cordeliers à Paris), Environs de Nevers (Bataille de Valmy), Hôtel de la Marine (Les tuileries), Palais Rohan de Strasbourg (Versailles et Les Tuileries), Château de Vaux-le-Vicomte (Versailles), Château de Versailles. Ville de Compiègne (première scène du film et quelques scènes de révolte)

## Distribution
- Andrzej Seweryn (VF : Gerard Desarthe) : Robespierre
- Klaus Maria Brandauer (VF : Bernard Murat) : Danton
- François Cluzet : Desmoulins
- Jean-François Balmer : Louis XVI
- Jane Seymour (VF : Béatrice Delfe[4]) : Marie-Antoinette
- Marianne Basler : Gabrielle Danton
- Peter Ustinov (VF : Roger Carel) : Mirabeau
- Sam Neill (VF : Pierre Arditi) : La Fayette
- Claudia Cardinale : la duchesse de Polignac
- Vittorio Mezzogiorno (VF : Michel Vigné) : Marat
- Jean-François Stévenin : Legendre
- Marc de Jonge : Santerre
- Michel Duchaussoy : Bailly
- Philippine Leroy-Beaulieu : Charlotte Corday
- Christopher Lee : Sanson
- Henri Serre : M. de Launay
- Serge Dupire : Billaud-Varenne
- Jean Bouise : Maurice Duplay
- Marie Bunel : Lucile Desmoulins
- Gabrielle Lazure : Marie-Louise de Savoie, princesse de Lamballe
- Dominique Pinon : Jean-Baptiste Drouet
- Christopher Thompson : Saint-Just
- Raymond Gérôme : Jacques Necker
- Jean-Pierre Laurent : général Hanriot
- Yves-Marie Maurin  : le duc de La Rochefoucauld-Liancourt
- Hanns Zischler : Goethe
- Michel Galabru : l'abbé Jean-Sifrein Maury
- Massimo Girotti : l'envoyé du Pape
- François-Éric Gendron : Barère
- Georges Corraface : Hébert
- Jean-Pierre Stewart : Brissot
- Geoffrey Bateman : Cléry
- Michel Melki : Jacques Alexis Thuriot de la Rozière
- Jean Bouchaud : l'abbé Sieyès
- Jean-Yves Berteloot : Axel de Fersen
- Claude Aufaure : un curé
- Anne Létourneau : Madame Elisabeth
- Louise Latraverse : Madame de Tourzel
- Katherine Flynn : Madame Royale
- Sean Flynn : le Dauphin
- Benji Marcus : le premier Dauphin Louis-Joseph de France
- Michel Motu : le précepteur du premier Dauphin
- Alain Frérot : Simon
- François Lalande : M. Duplessis-Laridon
- Geneviève Mnich : Mme Duplessis
- André Penvern : Charles, comte d'Artois
- Sebastian Roché : le marquis de Dreux-Brézé
- Marion Grimault : Louison Chabry
- Georges Trillat : Fournier
- Philippe Chemin : le lieutenant de Flue
- Jacques Penot : Jean-Joseph Mounier
- Steve Kalfa : Collot d'Herbois
- Jacques Ciron : Joseph Ignace Guillotin
- Louise Boisvert : Simone Évrard
- Daniel Briquet : Jérôme Pétion
- Daniel Langlet : Jean-Baptiste Sauce
- Hans Meyer : le duc de Brunswick
- Patrick Bauchau: Charles François Dumouriez
- Steve Gadler : Vergniaud
- Fabienne Tricottet : Éléonore Duplay
- Jerry Di Giacomo : Pierre-Louis Roederer
- Michel Voletti : Chambon
- Daniel Lombart : Lindet
- Richard De Burnchurch : l'abbé Edgeworth
- Jean-Philippe Chatrier : Hérault de Séchelles
- Bruce Myers (VF : Marc de Georgi) : Couthon
- Ronald Guttman : Herman
- Yves Beneyton : Fouquier-Tinville
- Véronique Leblanc : Rosalie Lamorlière
- Muriel Brenner : Louise Danton
- Nathalie Fillion : Françoise Hébert
- Michel Subor : Vadier
- Renaud Alcade : le Marseillais
- Graeme Allwright : le marchand de brochures
- Davide Ambrose : le marquis de Blacons
- Jean-Gilles Barbier : un homme
- Brigitte Bellac : une femme
- Olivier Belmont : un laquais
- Jean-Marie Bernicat : Monsieur Desmoulins
- Tomasz Bialkowski : un général autrichien
- Jean Boissery : le duc de Choiseul
- Jean-Paul Bonnaire : un bourgeois
- Jean-Claude Bourlat : le professeur de Louis le Grand
- Jean-Pol Brissart : un paysan
- Franck Capillery : un cavalier
- Steve Carretero : Robespierre jeune
- Bruno Cécillon : le délégué de l'Hôtel de ville
- Sylvain Clément : un paysan
- Jean-Pierre Dargaud : un invalide
- Jean-Pierre Delamour : le colonel de la garde suisse
- Diane Delor : l'amie de Mirabeau
- Éric Denize : un garde du corps
- William Doherty : un médecin
- Pierre Dourlens : un homme
- Jean-Claude Dumas : un invalide
- Eric Eider : un garde
- Yannick Evely : le crieur du Palais-Royal
- André Farwagi : un élu de Guise
- Luc Faugere : Bellon
- Michel Feder : le croupier
- Mireille Franchino : une femme
- Georges Fricker : le vicomte de Noailles
- Luc Gentil : un promeneur
- Michel Godon : un gentilhomme
- Raphaëline Goupilleau : Mme Drouet
- Nicole Gueden : Mme Desmoulins
- Denis Hecker : un curé
- Jacques Hermitte : un paysan
- Matthew Jocelyn : le tricheur
- Renaud Kerval : le greffier
- Philippe Landoulsi : un officier du régiment des Flandres
- Jean-Jacques Bihan : l'apprenti charpentier
- Bernard Lepinaux : Hulin
- François Levantal : Romeuf
- Mario Luraschi : un hussard
- Richard Magaldi : un homme
- Renaud Marx : le marchand d'estampes
- Jean-Luc Masquelier : un émeutier
- Jean-Gabriel Nordmann : le duc d'Aguesseau
- Alain Payen : un officier
- Jacques Plée : l'évêque de Nancy
- Dominique Ratonnat : un lieutenant
- Sady Rebbot : le président du conseil municipal
- Frédéric Rostand : le vicomte de Beauharnais
- Liliane Rovère : une femme
- Maximilien Seide : un enfant
- Bernard Spiegel : l'orateur breton
- Philip-James Valentini : Desmoulins jeune
- Yvan Varco : le vicomte de Montmorin
- Nadia Vasil ; une femme pauvre
- Jacques Vincey : le premier commissaire
- Michel Winogradoff : un homme
- Frédéric Witta : un officier municipal
- François Aguettant : un officier municipal
- Jay Benedict : un clerc
- Dany Bernard : un prêtre
- Marc-André Brunet : un garde national
- Bernard Celeyron : François-Christophe Kellermann
- François Clavier : l'archevêque de Paris
- Robert Eliot : un officier prussien
- Jean-Claude Fernandez : un homme
- Thierry Der'ven : un homme
- Sylvie Flepp : une femme
- Alexandre-André Glickman : un médecin
- Peter Hudson : Boissy-D'Anglas
- Isabelle Lafon : Catherine Évrard
- Rudy Laurent : un homme
- Jean-Marie Lemaire : Carnot
- Mike Marshall : un lieutenant
- David Martin : Jean-Baptiste Coffinhal
- Frédéric Merlo : un vendeur de journaux
- Michel Ouimet : un garde d'état-major
- Bruno Raffaelli : le président du jury
- Jean Ralph : un homme
- Louison Roblin : une femme
- Rémy Roubakha : un homme
- Nicolas Serreau : un garde national
- Jimmy Shuman : un secrétaire
- Patrick Tessari : Maillard
- Geoffroy Thiebaut : Barras
- Gérard Touratier : l'espion de Saint-Just
- Benoît Vallès : un lieutenant
- Guy Verame : un officier municipal
- Phillip Ward : un pendu

## Production

### Choix des interprètes

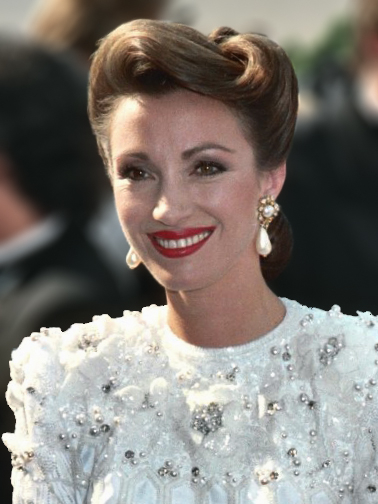
Jane Seymour en 1988, l'année de tournage du film.

Ce sont les propres enfants de Jane Seymour qui interprètent les enfants de la reine Marie-Antoinette. Édouard Baer, alors inconnu, interprète le furtif rôle d'un pendu. Samy Naceri est également présent comme figurant.
Il s'agit, avec Nikita, de l'un des derniers films dans lequel apparaît Jean Bouise, mort quatre mois avant la sortie du film.

### Tournage
Les scènes reconstituant la prise de la Bastille ont été tournées devant le château du roi René à Tarascon.
La bataille de Valmy a été tournée à Huez, près de Bona dans la Nièvre, sur les 20 hectares du terrain de Pierre Laporte. Ce tournage a duré une semaine avec 400 soldats volontaires, appelés du contingent venus du 7e régiment d'artillerie de Nevers, du 602e régiment de circulation routière de Dijon, du 511e régiment du train d'Auxonne, 30 civils, une quinzaine de chevaux avec autant de cavaliers et l'équipe technique de près de 200 personnes. Le moulin a été reconstitué sur la colline. Les soldats volontaires pour figurer dans le film ont dû se laisser pousser les cheveux et la barbe pour se rapprocher le plus possible de la réalité historique.
Les scènes se déroulant à la prison du Temple ont été tournées au château de Vincennes, et celles présentant les États généraux à Bordeaux.
La scène se déroulant à Nancy a été tournée dans l'enceinte du château de Fontainebleau en novembre 1988 avec des appelés du contingent de la base aérienne de Villacoublay et des musiciens de la Garde républicaine. Les costumes ont été faits sur mesure avec essayage dans les anciens studios de "L'Île aux enfants" à Joinville-le-Pont. Cette scène, qui dure un peu plus de 2 minutes à l'écran, a nécessité 18 heures de tournage, notamment à cause d'une météo capricieuse, caractérisée par des éclaircies et des périodes humides. Mario Luracchi était présent sur les lieux pour gérer ses chevaux qui devaient rester immobiles. Des périodes de "dégourdissement" étaient nécessaires.
- Durée du tournage : 6 mois (2 équipes) ; début du tournage en février 1988
- Nombre de techniciens : 380
- Nombre de comédiens : 200
- Nombre de figurants : 36 000
- Nombre de costumes : 15 000 et 3 000 perruques

### Bande-originale
Selon l'historien Richard Fremder, la musique de Delerue « enflamme le film et contribue à lui donner souffle et force épique qui manquent si souvent à nos téléfilms historiques français ».

## Autour du film
- Le propre fils de Robert Enrico, Jérôme Enrico, a réalisé un documentaire de 55 minutes sur les coulisses du tournage : La Révolution française, journal du film (1989).

## Accueil

### Sortie et box-office
À l'occasion du bicentenaire de la Révolution, de nombreuses séries et téléfilms, ainsi que quelques films de cinéma, sont produits.
Toutes ces créations sont généralement diffusées dans la première moitié de l'année 1989, jusqu'aux cérémonies de l'été. Le film Chouans !, sorti en 1988, est diffusé en version longue en tant que mini-série en mars 1989.
Les deux parties de La Révolution française sortent en salles à un mois d'intervalle, à l'automne 1989, soit bien après les cérémonies du Bicentenaire. Le film est un échec commercial,. Un an après le début de son exploitation, Les Années lumière enregistre un total de 635 177 entrées en France, et à terme, 641 792 entrées. Sur ses onze premières semaines en salles, Les Années terribles ne comptabilise que 231 318 entrées.
| Semaine | Semaine                         | Rang | Entrées | Cumul           | Salles | no 1 du box-office hebdo.             |
| ------- | ------------------------------- | ---- | ------- | --------------- | ------ | ------------------------------------- |
| 1       | 25 octobre au 31 octobre 1989   | 6e   | 43 464  | 43 464 entrées  | 27     | Indiana Jones et la Dernière Croisade |
| 2       | 1er novembre au 7 novembre 1989 | 7e   | 36 870  | 80 334 entrées  | 26     | Indiana Jones et la Dernière Croisade |
| 3       | 8 novembre au 14 novembre 1989  | 9e   | 20 503  | 100 837 entrées | 24     | Indiana Jones et la Dernière Croisade |
| 4       | 15 novembre au 21 novembre 1989 | 15e  | 9 441   | 110 278 entrées | 7      | Quand Harry rencontre Sally           |
| 5       | 22 novembre au 28 novembre 1989 | 15e  | 11 231  | 121 509 entrées | 9      | Quand Harry rencontre Sally           |

| Semaine | Semaine                         | Rang | Entrées | Cumul          | Salles | no 1 du box-office hebdo.   |
| ------- | ------------------------------- | ---- | ------- | -------------- | ------ | --------------------------- |
| 1       | 22 novembre au 28 novembre 1989 | 10e  | 22 191  | 22 191 entrées | 23     | Quand Harry rencontre Sally |
| 2       | 29 novembre au 5 décembre 1989  | 13e  | 13 507  | 35 698 entrées | NC     | Quand Harry rencontre Sally |
| 3       | 6 décembre au 12 décembre 1989  | 14e  | 7 037   | 42 735 entrées | 8      | Black Rain                  |

| Semaine | Semaine                         | Rang | Entrées | Cumul           | no 1 du box-office hebdo.             |
| ------- | ------------------------------- | ---- | ------- | --------------- | ------------------------------------- |
| 1       | 25 octobre au 31 octobre 1989   | 6e   | 126 081 | 126 106 entrées | Indiana Jones et la Dernière Croisade |
| 2       | 1er novembre au 7 novembre 1989 | 7e   | 106 825 | 232 931 entrées | Indiana Jones et la Dernière Croisade |
| 3       | 8 novembre au 14 novembre 1989  | 9e   | 80 166  | 313 097 entrées | Indiana Jones et la Dernière Croisade |
| 4       | 15 novembre au 21 novembre 1989 | 8e   | 76 716  | 389 813 entrées | Indiana Jones et la Dernière Croisade |
| 5       | 22 novembre au 28 novembre 1989 | 13e  | 51 770  | 441 583 entrées | Indiana Jones et la Dernière Croisade |
| 6       | 29 novembre au 5 décembre 1989  | 14e  | 45 026  | 486 609 entrées | Oliver et Compagnie                   |
| 7       | 6 décembre au 12 décembre 1989  | 15e  | 29 878  | 516 487 entrées | Black Rain                            |
| 8       | 13 décembre au 19 décembre 1989 | 17e  | 24 311  | 540 798 entrées | SOS Fantômes 2                        |
| 8       | 20 décembre au 26 décembre 1989 | 25e  | 10 579  | 551 377 entrées | Retour vers le futur 2                |
| NC      |                                 |      |         |                 |                                       |
| 11      | 10 janvier au 16 janvier 1990   | 23e  | 14 372  | 574 567 entrées | Retour vers le futur 2                |
| 12      | 17 janvier au 23 janvier 1990   | 28e  | 18 123  | 592 690 entrées | Le Cercle des poètes disparus         |
| 13      | 24 janvier au 30 janvier 1990   | 29e  | 13 939  | 606 629 entrées | Le Cercle des poètes disparus         |

| Semaine | Semaine                         | Rang | Entrées | Cumul           | no 1 du box-office hebdo.             |
| ------- | ------------------------------- | ---- | ------- | --------------- | ------------------------------------- |
| 1       | 22 novembre au 28 novembre 1989 | 10e  | 60 767  | 61 329 entrées  | Indiana Jones et la Dernière Croisade |
| 2       | 29 novembre au 5 décembre 1989  | 11e  | 46 722  | 108 051 entrées | Oliver et Compagnie                   |
| 3       | 6 décembre au 12 décembre 1989  | 14e  | 30 637  | 138 688 entrées | Black Rain                            |
| 4       | 13 décembre au 19 décembre 1989 | 20e  | 21 971  | 160 659 entrées | SOS Fantômes 2                        |
| 5       | 20 décembre au 26 décembre 1989 | 27e  | 10 003  | 170 662 entrées | Retour vers le futur 2                |
| NC      |                                 |      |         |                 |                                       |
| 8       | 10 janvier au 16 janvier 1990   | 29e  | 8 068   | 187 846 entrées | Retour vers le futur 2                |
| 9       | 17 janvier au 23 janvier 1990   | 29e  | 15 223  | 203 069 entrées | Le Cercle des poètes disparus         |
| 10      | 24 janvier au 30 janvier 1990   | 27e  | 16 238  | 219 307 entrées | Le Cercle des poètes disparus         |
| 11      | 31 janvier au 6 février 1990    | 29e  | 12 011  | 231 318 entrées | Le Cercle des poètes disparus         |

### Distinctions
- 1990 : 5e cérémonie des Gemini (en) : nomination au prix Gemini de la meilleure mini-série dramatique
- 1990 : nomination au César des meilleurs costumes à la 15e cérémonie des César pour Catherine Leterrier

## Éditions en vidéo
Le film connaît une parution tardive en DVD, le 11 juin 2009, après plusieurs pétitions adressées à TF1. Ce DVD est ensuite réédité fin 2010.